# 北白川道久
北白川道久（1937年5月2日—2018年10月20日）是北白川宮第4代当主北白川宮永久王的長子，北白川家第5代當主，為皇族時稱北白川宮道久王。

## 簡歷
1940年（昭和十五年）父親永久王去世，三歳的北白川宮道久王繼承北白川宮家，在二次大戰結束時他是唯一一位未成年、亦未當軍人的宮家當主。
1947年因駐日盟軍總司令部（GHQ）指示，10月14日皇籍脫離，稱北白川道久。1960年（昭和三十五年）畢業於學習院大學政經學部後進入東芝工作。
2001年（平成十三年）4月就任伊勢神宮大宮司。2005年（平成十七年）11月15日擔任紀宮清子内親王（黑田清子）結婚儀式的齋主。2007年（平成十九年）7月退任伊勢神宮大宮司。
2007年5月30日起，北白川道久成為霞會館的理事長，也擔任學習院的同窗會——學習院櫻友會理事、中等科・高等科櫻友會會長（2008年3月1日 - ）、日本會議顧問的職務。
2011年（平成二十三年）6月4日就任神社本廳統理。
2018年（平成三十年）10月20日16時，因急性肺炎而逝世，享年81歳。

## 家庭
與島津忠承三女慶子夫人育有三名女兒：尚子（1967年）、宣子（1969年）、明子（1972年）。